# Björn Kurtén
Björn Olof Lennartson Kurtén, né à Vaasa le 19 novembre 1924 et mort à Helsinki le 28 décembre 1988, était un paléontologue et romancier finlandais de langue suédoise.

## Biographie
Björn Kurtén est le fils du banquier Lennart Kurtén et de Hjördis Ståhlberg. Il s'est marié en 1950 avec Ruth Margareta Nordman avec qui il eut quatre enfants.
Björn Kurtén entra comme assistant au département de géologie de l'Université d'Helsinki en 1953. Il y devint ensuite maître de conférences de 1955 à 1972, puis professeur de 1972 jusqu'à sa mort. Il fut également chercheur à l'université de Floride et enseigna à l'université Harvard en 1971.
Björn Kurtén est l'auteur d'une cinquantaine de publications scientifiques consacrées aux animaux fossiles du Pléistocène et à leur évolution. Il s'est ainsi beaucoup intéressé à l'ours des cavernes dont il était considéré comme un des plus éminents spécialistes. Avec le paléontologue George Gaylord Simpson, il est aussi à l'origine d'un rapprochement entre la théorie de l'évolution de Charles Darwin et l'étude empirique des fossiles de vertébrés. Björn Kurtén est aussi l'auteur d'ouvrages de vulgarisation scientifique qui lui ont valu plusieurs récompenses (dont le prix Kalinga de l'UNESCO en 1988). Certains de ces ouvrages de vulgarisation ont fait l'objet de traductions en plusieurs langues.
Dans les années 1980, Björn Kurtén a également collaboré à une série télévisée de six épisodes sur L’Âge de glace, coproduite par plusieurs chaînes de télévision scandinaves.
En dehors de ses ouvrages scientifiques, Björn Kurtén est aussi l'auteur d'une œuvre romanesque inspirée de ses travaux. Plusieurs de ses romans, dont Dance of the Tiger, évoquent la rencontre de l'homme moderne et de l'homme de Néandertal. Quand on lui demandait à quel genre appartenait de tels ouvrages, Björn Kurtén répondait par un terme qu’il avait inventé: la paléofiction. Ce genre a ensuite été popularisé par Jean Auel dans sa série de livres, Les Enfants de la Terre.

## Œuvre

### Romans
- Det nya jaktplanet, Schildt, 1941
- Spåret från Ultima Esperanza, Förlaget Bro, 1945
- De tre korsen, Schildt, 1948
- Dance of the Tiger  (ISBN 0-520-20277-5) (titre original: Den svarta tigern, Alba, 1978)
- 63 förstenade hjärtan, Alba, 1980
- Singletusk  (ISBN 0-394-55352-7) (titre original: Mammutens rådare, Alba, 1984)

### Principaux ouvrages de vulgarisation
- Istidens djurvärld, Alba/Bonnier, 1964
- Dinosaurernas värld, Aldus/Bonnier, 1968
- Istiden, Forum, 1969
- Not from the apes  (ISBN 0-231-05815-2) (titre original: Inte från aporna, Söderströms, 1971)
- The cave bear story  (ISBN 0-231-10361-1) (titre original: Björnen från Drakhålan, Aldus, 1975)
- How to deep-freeze a mammoth  (ISBN 0-231-05978-7) (titre original: Hur man fryser in en mammut, Alba, 1981)
- The innocent assassins  (ISBN 0-231-07276-7) (titre original: De skuldlösa mördarna, Alba, 1987)

### Autres publications scientifiques
- On the articulation between the thoracic tergites of some common trilobite forms, Societas Scientiarum Fennica, 1949
- The Chinese Hipparion fauna, 1952
- Age groups in fossil mammals, Societas Scientiarum Fennica, 1953
- On the variation and population dynamics of fossil and recent mammal populations, Societas pro fauna et flora Fennica, 1953
- Observations on allometry in mammalian dentitions, Societas pro fauna et flora Fennica, 1954
- The type collection of Ictitherium robustum (Gervais, ex Nordmann) and the radiation of the Ictitheres, Societas pro fauna et flora Fennica, 1954
- Sex dimorphism and size trends in the cave bear, Ursus spelaeus Rosenmüller and Heinroth, Societas pro fauna et flora Fennica, 1955
- Life and death of the pleistocene cave bear, Societas pro fauna et flora Fennica, 1958
- On the longevity of mammalian species in the Tertiary, Societas Scientiarum Fennica, 1958
- Några drag ur människans tidiga utvecklingshistoria, Societas scientiarum Fennica, 1959
- On the bears of the Holsteinian interglacial, 1959
- An attempted parallelization of the Quaternary mammalian faunas of China and Europe, Societas scientiarum Fennica, 1960
- Chronology and faunal evolution of the earlier European glaciations, Socieas scientiarum Fennica, 1960
- Faunal turnover dates for the Pleistocene and late Pliocene, Societas scientiarum Fennica, 1960
- On the date of Peking Man, Societas scientiarum Fennica, 1960
- The age of the Austral-opithecinae, University of Stockholm, 1960
- Urmänniskor och sabeltigrar, Schildt, 1961
- Den felande länken, Societas scientiarum Fennica, 1962
- The spottad hyena (Crocuta crocuta) from the middle Pleistocene of Mosbach at Wiesbaden, Germany, Societas scientiarum Fennica, 1962
- Människans utveckling, Aldus/Bonnier, 1963
- Villfrancian faunal evolution, Societas scientiarum Fennica, 1963
- The evolution of the polar bear, Ursus maritimus Phipps, Societas pro fauna et flora Fennica, 1964
- On the evolution of the European wild cat, Felis silvestris Schreber, Societas pro fauna et flora Fennica, 1965
- The Carnivora of the Palestine caves, Societas pro fauna et flora Fennica, 1965
- Holarctic land connexions in the early Tertiary, Societas scientiarum Fennica, 1966
- Late-glacial find of arctic fox [Alopex lagopus L.] from southwestern Finland, Societas scientiarum Fennica, 1966
- Pleistocene bears of North America 1, Societas pro fauna et flora Fennica, 1966
- Pleistocene mammals and the Bering bridge, Societas scientiarum Fennica, 1966
- Continental drift and the palaeogeography of reptiles and mammals, Societas scientiarum Fennica, 1967
- Pleistocene bears of North America 2, Societas pro fauna et flora Fennica, 1967
- Pleistocene mammals of Europe, Weidenfeld and Nicolson, 1968
- A radiocarbon date for the cave bear remains (Ursus spelaeus) from Odessa, Societas scientiarum Fennica, 1969
- The Neogene wolverine Plesiogulo and the origin of Gulo (Carnivora, Mammalia), Societas pro Fauna et flora Fennica, 1970
- Några paleobiogeografiska problemställningar, 1971
- The age of mammals, Weidenfeld and Nicolson, 1971
- Time and hominid brain size, Societas scientiarum Fennica, 1971
- Fossil Glutton (Gulo gulo (L.)) from Tornewton Cave, South Devon, Societas scientiarum Fennica, 1973
- Geographic variation in size in the puma (Felis concolor), Societas scientiarum Fennica, 1973
- Människans utvecklingshistoria, Yleisradio, 1973
- Pleistocene jaguars in North America, Societas scientiarum Fennica, 1973
- Transberingian relationship of Ursus arctos Linné (Brown and Grizzly bears), Societas scientarum Fennica, 1973
- A history of coyote-like dogs (Canidae, Mammalia), Societas scientarum Fennica, 1974
- Bears and bear-dogs from the Vallesian of the Vallés-Penedés basin, Spain, Miguel Crusafont Pairón kanssa; Societas scientarum Fennica, 1976
- Villafranchian Carnivores (Mammalia) from La Puebla de Valverde (Teruel, Spain), Miguel Crusafont Pairón kanssa; Societas scientarum Fennica, 1976
- Pleistocene mammals of North America, Elaine Andersonin kanssa; Columbia University Press, 1980
- Människans ursprung och utveckling, Bibliotekstjänst, 1982
- Våra äldsta förfäder, Liber, 1986
- Before the Indians, Columbia University Press, 1988
- On evolution and fossil mammals, Columbia University Press, 1988

## Prix et reconnaissance
- Prix national de littérature
- Prix de l'information publique, 1970